# Liste der Baudenkmale in Stöckse
In der Liste der Baudenkmale in Stöckse sind alle Baudenkmale der niedersächsischen Gemeinde Stöckse aufgelistet. Die Quelle der Baudenkmale ist der Denkmalatlas Niedersachsen. Der Stand der Liste ist der 17. Januar 2021.

## Allgemein
In den Spalten befinden sich folgende Informationen:
- Lage: die Adresse des Baudenkmales und die geographischen Koordinaten. Kartenansicht, um Koordinaten zu setzen. In der Kartenansicht sind Baudenkmale ohne Koordinaten mit einem roten Marker dargestellt und können in der Karte gesetzt werden. Baudenkmale ohne Bild sind mit einem blauen Marker gekennzeichnet, Baudenkmale mit Bild mit einem grünen Marker.
- Bezeichnung: Bezeichnung des Baudenkmales
- Beschreibung: die Beschreibung des Baudenkmales. Unter § 3 Abs. 2 NDSchG werden Einzeldenkmale und unter § 3 Abs. 3 NDSchG Gruppen baulicher Anlagen und deren Bestandteile ausgewiesen.
- ID: die Objekt-ID des Baudenkmales
- Bild: ein Bild des Baudenkmales, ggf. zusätzlich mit einem Link zu weiteren Fotos des Baudenkmals im Medienarchiv Wikimedia Commons. Wenn man auf das Kamerasymbol klickt, können Fotos zu Baudenkmalen aus dieser Liste hochgeladen werden:

## Stöckse

### Einzelbaudenkmale
| Lage                                             | Bezeichnung | Beschreibung | ID       | Bild |
| ------------------------------------------------ | ----------- | --- | -------- | ---- |
| Nienburger Straße 56 52° 38′ 19″ N, 9° 20′ 12″ O | Wohnhaus    | Das um 1910 in einer qualitätsvollen Gesamtgestaltung gebaute Wohnhaus ist Teil einer Hofanlage. Der in prägender Lage im Straßenverlauf gelegene Bau ist auf einem hohen Sockel als Ziegelbau errichtet worden. Das Obergeschoss ist in Zierfachwerk gestaltet. | 31055186 | BW   |
| Zum Heidberg 9 52° 38′ 19″ N, 9° 19′ 46″ O       | Dämpfanlage | Kartoffeldämpfanlage Stöckse von 1962. Vermutlich letzte Dämpfanlage im Bundesgebiet. | 38212083 |      |

## Ortsteil Wenden

### Gruppe: Mühle Arneke
Die Gruppe „Mühle Arneke“ hat die ID 31037076.

| Lage                                      | Bezeichnung | Beschreibung                                                                                      | ID       | Bild |
| ----------------------------------------- | ----------- | ------------------------------------------------------------------------------------------------- | -------- | ---- |
| Auf der Burg 51 52° 38′ 2″ N, 9° 22′ 9″ O | Windmühle   | Kleinere, aber vollständig erhaltene Bockwindmühle mit ummauertem Bock und verbrettertem Gehäuse. | 31055159 |      |
| Auf der Burg 51 52° 38′ 3″ N, 9° 22′ 9″ O | Mühle       | Im Wohnhausanbau mit Ausnahme des Motors vollständig erhaltene Motormühle.                        | 31055317 | BW   |

### Gruppe: Hallenhäuser Spitze Ohr
Die Gruppe „Hallenhäuser Spitze Ohr“ hat die ID 31036711.

| Lage                                    | Bezeichnung              | Beschreibung                                                  | ID       | Bild |
| --------------------------------------- | ------------------------ | ------------------------------------------------------------- | -------- | ---- |
| Spitze Ohr 5 52° 37′ 41″ N, 9° 23′ 5″ O | Wohn-/Wirtschaftsgebäude | Vierständerbau mit Vorschauer, seltenes Hallenhaus            | 31055102 | BW   |
| Spitze Ohr 5 52° 37′ 43″ N, 9° 23′ 5″ O | Wohn-/Wirtschaftsgebäude | Vierständerbau mit Vorschauer, seltenes Hallenhaus            | 31055121 | BW   |
| Spitze Ohr 5 52° 37′ 42″ N, 9° 23′ 5″ O | Scheune                  | Scheune in einer Ankerbalkenkonstruktion und mit Halbwalmdach | 31055140 | BW   |

### Einzelbaudenkmale
| Lage                                                        | Bezeichnung              | Beschreibung | ID       | Bild |
| ----------------------------------------------------------- | ------------------------ | --- | -------- | ---- |
| Foertholz 102 (Auf der Heide 21) 52° 37′ 6″ N, 9° 21′ 56″ O | Wohn-/Wirtschaftsgebäude | Zweiständerbau von 1619 mit einem hauskundlich besonders bedeutendem Fachwerkgerüst.                                   | 31055080 | BW   |
| Zur Brandheide 2 52° 37′ 14″ N, 9° 23′ 29″ O                | Wohn-/Wirtschaftsgebäude | 1883 als Ziegelbau errichtetes Vierständer-Hallenhaus mit Sandsteineinfassungen am Wirtschaftsgiebel.                  | 31055231 | BW   |
| Friedhof 52° 37′ 40″ N, 9° 23′ 18″ O                        | Kriegerdenkmal           | 1815 ursprünglich für die 1813 Gefallenen der Befreiungskriege errichtet, ergänzt um die Toten des Ersten Weltkrieges. | 31055208 | BW   |